# Закон Франка — Старлінга
Закон Франка-Старлінга (закон Франка-Старлінга-Штрауба, також закон серця) відображає залежність сили скорочення серця від розтягування м'язових волокон його камер. Закон стверджує, що ударний об'єм серця збільшується через збільшення об'єму крові, що заповнює його. Збільшений об'єм крові розтягує стінки шлуночка, і серцевий  м'яз скорочується з більшою силою.

## Історія відкриття
Вперше цей закон описали Отто Франк та  Ернест Старлінг.[коли?] Для проведення досліду спочатку було обрано жаб. Старлінг наповнював шлуночок фізіологічним розчином, який розтягував його порожнину, і встановив, що при цьому продуктивність шлуночка зростає. Тоді було зроблено ще один дослід, але вже на собаці: ізольоване серце собаки живили оксигенованою кров'ю (парціальний тиск якої 70-100 мм.рт.ст.), і чим більше шлуночки розтягувалися кров'ю під час розслаблення, тим сильніше вони скорочувалися в наступну систолу. Якщо  серце  більше наповнюється кров'ю, ніж зазвичай, сила серцевих м'язових скорочень збільшується.  Виходячи з цього був виведений «закон серця»: збільшення кровонаповнення веде до зростання сили серцевих скорочень. Цікаво, що італійський фізіолог Даріо Маестріні також працював над цим законом з 13 грудня 1914 року почалися його 19 експериментів, що привели його до сформулювання "закону серця". Але Маестріні так і не отримав належного визнання, і батьком цього закону вважають саме Ернеста Генрі Старлінга.

## Механізм
Розтягування м'язових волокон збільшує скорочення серцевого м'яза за рахунок підвищення чутливості міофібрил до кальцію.. Механізм цього явища такий: серцевий шлуночок розтягується завдяки збільшенню площі контакту між актиновими та міозиновими філаментами, та  збільшенню площі перекриття ниток. Це призводить до зростання сили скорочення. Крім того, при розтягуванні правого передсердя в зоні сино-атріального вузла, збільшується частота серцевих скорочень на 10-15% через вплив на збудливість клітин водіїв ритму. Відомо, що розтягнення правого передсердя викликає рефлекторну реакцію - збільшення сили і частоти серцевих  скорочень через збільшення тиску (рефлекс Бейнбриджа). Варто зауважити, що така закономірність зростання простежується  при збільшенні кінцевого діастолічного об'єму крові зі 130 до 180 мл. При подальшому розтягуванні сила скорочення буде зменшуватись, бо повноцінне утворення актино-міозинових містків буде неможливим. [3][4] [5] [6] [7] [8] [9] [10] [11] [12] [13]
Просте механічне перекриття не пояснює всього ефекту розтягування. Крім того, подібних явищ не спостерігається у скелетних м'язах. Тому для пояснення закону серця досліджується роль тітину і тропоніну C.

## Можлива хвороба
Згідно із законом Франка–Старлінга при збільшенні тиску та об’єму з часом виникає розширення камери лівого шлуночка, що своєю чергою збільшує міокардіальний стрес і призводить до компенсаторного потовщення стінок. У результаті обстеження більше як 5 тис. пацієнтів у мультиетнічному дослідженні атеросклерозу (англ. Multi-Ethnic Study of Atherosclerosis, MESA) виявлено тісний зв’язок ожиріння із наявністю концентричного ремоделювання лівого шлуночка, яке, як правило, передує виникненню концентричної гіпертрофії лівого шлуночка. В доповнення до більшого переднавантаження, післянавантаження лівого шлуночка теж збільшене у осіб з ожирінням через більший периферійний опір та жорсткість артерій. F. Sacco та співавтори висловили думку, що при ожирінні підвищується периферійний судинний опір як результат ендотеліальної дисфункції та зменшення синтезу NO, що призводить до вазоконстрикції, збільшення судинного опору, АГ[[{{{1}}}|?]] і виникнення гіпертрофії лівого шлуночка. 

### Додаткова
- 3 Spadolini, Igino (1946). UTET, ed. Trattato di Fisiologia, 2. Torino.
- 4 Berne, Robert M. (2004). Ambrosiana, ed. Fisiologia. Milano.
- 5 "www.ancecardio.it" (PDF) (in Italiano). pp. 29–31. Retrieved 6 August 2010.
- 6  MAESTRINI, D. (February 1951). "[Genesis of the so-called insufficient contractions of the heart in decompensation.]". Policlinico Prat 58 (9): 257–68. PMID 14833944.
- 7   MAESTRINI, D. (July 1951). "[The importance of the altered organic exchange (fatigue), of the structure and colloidal state of the fiber, for the genesis of the so-called small, insufficient contractions of the heart in failure.]". Policlinico Prat 58 (30): 933–45 PMID 14864102.
- 8 MAESTRINI, D. (November 1951). "[The law of the heart in biology and clinical medicine.]". Minerva Med 42 (80): 857–64.  PMID 14919226.
- 9 MAESTRINI, D. (June 1952). "[A new theory of cardiac decompensation.]". Policlinico Prat 59 (24): 797–814.  PMID 14957592.
- 10 MAESTRINI, D. "[Not Available.]". Gazz Sanit 18 (5): 162–4. PMID 18859625.
- 11 PENNACCHIO, L.; D. MAESTRINI (September 1952). "[Comment on a new theory of cardiac insufficiency.]". Policlinico Prat 59 (37): 1223–4
- 12 MAESTRINI, D. (January 1958). "[The law of the heart from its discovery to the present time.]". Minerva Med 49 (3-4): Varia, 28–36.
- 13 MAESTRINI, D. (February 1959). "[S. Baglioni and the law of the heart.]". Policlinico Prat 66 (7): 224–30.
- 15 Collis T., Devereux R.B., Roman M.J. et al. Relations of stroke volume and cardiac output to body composition: the strong heart study // Circulation. – 2001. – Vol. 103. – P. 820–825.